# Jacobus Vrel
Jacobus Vrel ou Jacob Vrel (vers 1630-vers 1680) est un peintre néerlandais (ou bien flamand ou westphalien) du siècle d'or néerlandais.
Il est connu pour ses peintures de paysages urbains et de scènes de genre. Il fut actif de 1654 à 1662 environ, voire avant puisque certains historiens d'art suggèrent un début d'activité vers 1635.
Environ 40 tableaux signés d'orthographes différentes lui sont attribués, particulièrement appréciés au XIXe siècle, souvent attribués à Johannes Vermeer et Pieter de Hooch ,,.

## Biographie

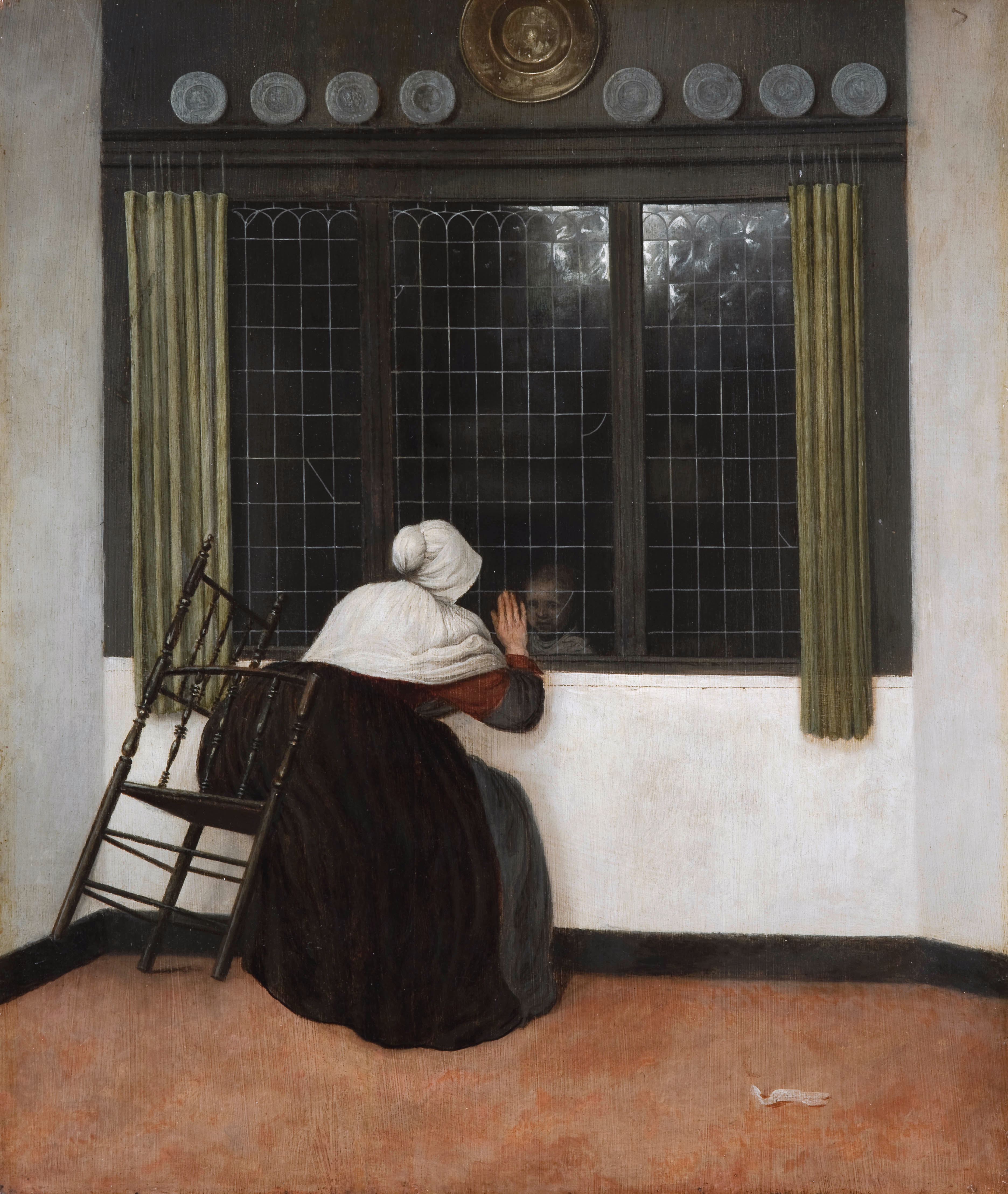
Femme à la fenêtre faisant signe à une fillette, Fondation Custodia, Paris.

Jacob Vrel est également appelé Jan au lieu de Jacob ; les orthographes alternatives de son nom de famille sont Frel, Frelle, Vreele, Vrelle et Vriel. Bien que son lieu de naissance soit inconnu, les chercheurs le considèrent comme un artiste néerlandais.
Peu de choses sont connues sur la vie de Jacobus Vrel. On pense qu'il est originaire de Frise (province). Il est actif de 1654 à 1662.
Malgré les nombreux éléments architecturaux, les produits de boulangerie ou les vêtements des personnages de ses peintures, les historiens de l'art sont en peine pour attribuer la plupart des scènes de rue de Vrel à une ville ou une région en particulier. On pense qu'il les a composées principalement à partir de son imagination.
Des références à l'origine et aux lieux d'activité de Jacobus Vrel pourraient être trouvées dans l'œuvre de Gerard ter Borch, qui, selon Piet Bakker, montre une « relation claire » avec l'œuvre de Vrel. Or, Ter Borch a vécu à Zwolle et Deventer dans l'est des Pays-Bas, villes d'où pourraient provenir certains des motifs architecturaux de l'œuvre de Vrel. Des correspondances avec Anvers seraient également possibles.
La mention fréquente antérieure de Delft comme lieu de travail possible est probablement liée à l'attribution de plusieurs de ses œuvres au peintre de Delft Johannes Vermeer au XIXe siècle. Son travail en Hollande est parfois remis en cause; les provinces de Frise et d'Overijssel, voire l'Allemagne, sont considérées comme de possibles lieux de son activité mais aucune preuve certaine n'existe à ce jour.
En 2021, deux experts ont reconnu, dans trois tableaux, les rues et les bâtiments de la ville néerlandaise de Zwolle, non loin de la frontière allemande .
Trois de ses tableaux sont répertoriés dans l'inventaire de 1659 de la collection de l'archiduc Léopold-Guillaume de Habsbourg, Stathouder des Pays-Bas espagnols de 1646 à 1656, conservée à la pinacothèque du musée d'Histoire de l'art de Vienne. Au vu de l'illustre collection de ce grand amateur d'art, ce peu de mentions de Vrel est surprenant, mais l'auteur de l'inventaire fait figurer principalement des artistes des Pays-Bas espagnols.
Les biographes des artistes hollandais des XVIIe et XVIIIe siècles ne le mentionnent pas. Dans la seconde moitié du XIXe siècle, ses œuvres sont souvent attribuées à Johannes Vermeer, Pieter de Hooch, Isaac Koedijck (1617–c. 1668) et Pieter Janssens, . Pourtant, Vrel a souvent fait figurer sa signature dans ses tableaux, notamment sur une bande de papier ou de tissu, rappelant ainsi  les bannières ou les rouleaux médiévaux.

## Style
Peinture à l'huile, la personne représentée est Jacob Vrel, artiste peintre actif entre 1635 et 1662, il à peint 40 œuvres au total. Jacob est né et mort à Amsterdam. On suppose que c’est lors d’un travail avec rembrandt que ce dernier l’a peint, Jacob a été élève de Rembrandt, l’une des preuves les plus concluante est celle d’un tableau peint pas Jacob mettant en scène une cuisine ressemblant fort à celle de la maison de Rembrandt[source insuffisante].
Selon le RKD - Rijksbureau voor Kunsthistorische Documentatie, Vrel était membre de la même « école » que Pieter de Hooch, montrant de simples scènes intimes de la vie quotidienne dans les villes, comprenant souvent des études en perspective. Bien qu'il n'existe aucune preuve d'une « école » spécifique, le centre d'influence semble se situer dans les centres artistiques de Haarlem et de Delft, pour les artistes nés dans les années 1620-1630. Les peintres répertoriés par le RKD dans cette catégorie sont Esaias Boursse, Hendrick van der Burch, Pieter de Hooch, Pieter Janssens Elinga, Cornelis de Man, Hendrick ten Oever et Jacob Vrel.
Les œuvres de Vrel sont parfois confondues avec celles d'Esaias Boursse ou de Pieter de Hooch .
On compare souvent ses œuvres aux scènes de genre de Johannes Vermeer et Pieter de Hooch, bien qu'antérieures à celles de ces derniers. Ses tableaux représentent fréquemment des femmes, seules et d'origine modeste, dans leur intérieur domestique, ou encore des rues citadines, que le critique d'art Théophile Thoré-Burger appelle des « ruelles » et attribue à Vermeer, aux personnages anonymes, vus de dos .
En plus de partager le même monogramme, il a une affinité stylistique lointaine avec Vermeer. Ainsi, la Scène de rue de Vrel à la Kunsthalle de Hambourg a été initialement attribuée à celui-ci par Théophile Thoré-Burger (1807–1869) mais celui-cidécouvre qu'une des signatures de Vermeer était falsifiée et trouve la signature Vrel en dessous. Ce n'est qu'en 1893 que l'historien de l'art Cornelis Hofstede de Groot découvre qu'il existe un peintre commun à ces œuvres et qu'elles ne peuvent être attribuées à d'autres peintres.
La première et longtemps la seule monographie sur Vrel qui traitait de son œuvre complète (alors connue) est rédigée par l'historienne de l'art Clotilde Brière-Misme en 1935, qui découvre également le tableau Intérieur avec une malade au coin du feu, aujourd'hui à The Leiden Collection, et Femme penchée par la fenêtre (Kunsthistorisches Museum), pendants dans l'inventaire de l'archiduc Leopold Wilhelm,,. Selon elle, Jacobus Vrel ne diffère pas de Vermeer et de Hooch par la qualité picturale, mais plutôt par l'atmosphère intime de ses peintures.
La recherche basée sur les motifs dans l'œuvre de Jacobus Vrel a déterminé qu'ils sont typiques des Pays-Bas du Siècle d'or. Ebert, Tainturier et Buvelot, pour leur part, notent qu'il n'est rattachable à aucune école de peinture. Dans ses œuvres, les religieux ne semblent appartenir à aucun ordre particulier. C'est peut-être parce que les moines des régions calvinistes ne voyagent pas en habit.
Ses tableaux se caractérisent par des couleurs fines. Comme ceux de Vermeer, il s'en dégage un certain calme contemplatif et souvent un certain mystère ; les figures féminines y jouent un rôle central.

## Datation
Jacobus Vrel a probablement peint entre 1635 et 1662 environ.
Il a lui-même daté son tableau Femme penchée à la fenêtre (Kunsthistorisches Museum) en 1654 ; celui-ci et deux autres figurent dans l'inventaire de l'archiduc Léopold Guillaume d'Autriche de 1659.
Selon la dendrochronologie, il a peut-être commencé les vues de rues dès les années 1630, alors que la plupart des intérieurs semblent avoir été créés après.
Cependant, les experts ne sont pas d'accord sur ces datations. Il doit toutefois avoir peint avant Vermeer et De Hooch.

## Œuvres
Trente-huit  à quarante  peintures ont été attribuées à Vrel, ce petit nombre laissant à penser qu'il aurait été un peintre amateur. Son style est d'ailleurs souvent qualifié de naïf. Jacobus Vrel a longtemps été considéré comme un « petit maître » de la peinture hollandaise

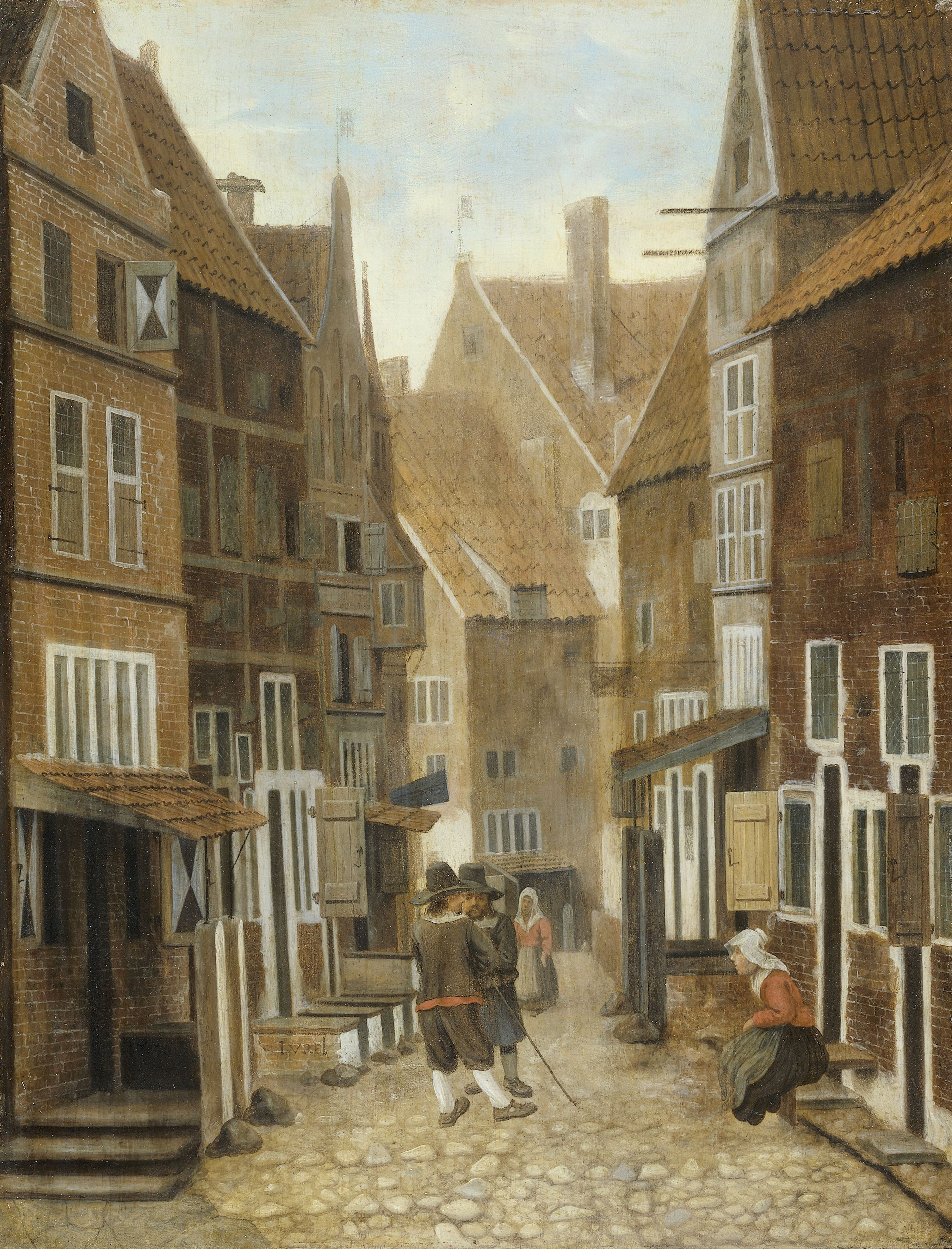
Vue d'une ville,
Rijksmuseum Amsterdam

- Une femme près de l'âtre de la cheminée, vers 1650, Musée de l'Ermitage, Saint-Pétersbourg
- The Hospital Orderly, Musée royal des beaux-arts d'Anvers
- Scène de rue[25], The J.Paul Getty Museum, Los Angeles
- Rue[26], Philadelphia Museum of Art, Philadelphie
- Femme endormie (The Convalescent), 1654, collection particulière
- Femme à la fenêtre, 1654, Kunsthistorisches Museum, Vienne
- Femme à la fenêtre faisant signe à une fillette, Fondation Custodia, collection Frits Lugt, Paris
- Vue d'une ville[27], Rijksmuseum, Amsterdam
- Femme au foyer[27], Rijksmuseum, Amsterdam
- La Leçon de lecture, huile sur bois, 63 × 48 cm, Palais des beaux-arts de Lille[28]. Ce tableau a d’abord été attribué à des artistes flamands comme Isaac Koedjick, puis à Johannes Vermeer, et enfin à Pieter de Hooch. Une attribution à un de ces peintres prestigieux augmentait la valeur de l’œuvre[28].

## Expositions
Une exposition rétrospective a été organisée par Berndt Ebert à l'Alte Pinakothek fin 2020, suivie du catalogue raisonné d'Ebert, Cécile Tainturier et Quentin Buvelot en 2021.
Une exposition monographique lui est consacrée au Mauritshuis à La Haye du 16 février au 29 mai 2023 et à la Fondation Custodia à Paris du 17 juin au 17 septembre 2023,.